# Microserica oceana
Microserica oceana är en skalbaggsart som beskrevs av Brenske 1894. Microserica oceana ingår i släktet Microserica och familjen Melolonthidae. Inga underarter finns listade i Catalogue of Life.